# Macizo de las Ardenas
El macizo de las Ardenas es el corazón de la región natural de las Ardenas, cuyo territorio se encuentra repartido por los territorios de Luxemburgo, Francia y Bélgica, y constituye la mayor parte de ella. Se prolonga hacia Alemania y Luxemburgo por el macizo de Eifel.
Está compuesto por los restos de un antiguo macizo montañoso, comparable, en su origen, al de los Alpes; erosionado durante millones de años, su punto culminante es el llamado signal de Botrange en Bélgica de 694 m de altitud.

## Cumbres principales
- Signal de Botrange 694 m, provincia de Lieja (Bélgica)
- Baraque Michel 674 m, provincia de Lieja (Bélgica)
- Baraque de Fraiture 652 m, provincia de Luxemburgo (Bélgica)
- Croix-Scaille 505 m, provincia de Namur, frontera franco-belga